# Сімоне Коломбі
Сімоне Коломбі (італ. Simone Colombi, нар. 1 липня 1991, Цандоббіо) — італійський футболіст, воротар клубу «Реджина».

## Клубна кар'єра
Народився 1 липня 1991 року в місті Цандоббіо. Розпочав займатись футболом у рідному місті за «Ораторіо», звідки 2000 року потрапив до академії «Аталанти». Перед сезоном 2008/09 років був переведений до основної команди і отримав футболку під номером 91, ставши третім воротарем після Фердінандо Копполи та Андреа Консільї. Так і не зігравши жодної гри за рідну команду, з 2009 року виступав на правах оренди за нижчолігові клуби «Пергокрема», «Алессандрія», «Юве Стабія», «Модена», «Падова» та «Карпі».
2 липня 2014 року команда Серії А «Кальярі» придбала «Коломбі» у «Аталанти» за 1,4 мільйона євро плюс відсоток від доходів, отриманих від його можливого майбутнього переходу в інший клуб. 31 серпня 2014 року він дебютував у Серії А в матчіпроти «Сассуоло» (1:1), втім основним воротарем не став. Через це 12 липня 2015 року перебрався в «Палермо» на правах оренди з правом викупу. Втім і у цій команді був запасним воротарем.
У січні 2016 року він повернувся на правах оренди в «Карпі», який все ще грав у вищому дивізіоні. В останньому турі Коломбі провів свою єдину гру в сезоні за клуб, вийшовши в стартовому складі в матчі проти «Удінезе» (2:1). Після цього 2 липня було підтверджено продовження оренди, цього разу із зобов'язанням викупу. Надалі Коломбі став основним воротарем команді у Серії Б, куди команда вилетіла і виступала наступні роки. 26 січня 2019 року в матчі проти «Читтаделли» (3:1) Коломбі провів сотий матч за червоно-білих і став лише шостим голкіпером в історії «Карпі», який зіграв стільки матчів. У наступному матчі проти «Верони» (1:1), він пошкодив праву руку і був змушений залишатись поза грою місяць. Повернувшись у основну групу, під час тренування він отримав нову травму тієї самої руки, вибувши цього разу до кінця сезону, який завершився для «Карпі» вильотом до Серії C.
11 липня 2019 року Коломбі підписав трирічний контракт із «Пармою» із Серії А, де став дублером Луїджі Сепе, тому на поле виходив не часто, зігравши за три роки лише 14 ігор в усіх турнірах.
19 липня 2022 року уклав трирічну угоду з «Реджиною» з Серії Б, де швидко став основним гравцем. Станом на 26 грудня 2022 року відіграв за команду з Реджо-Калабрія 15 матчів в національному чемпіонаті.

## Виступи за збірні
2006 року дебютував у складі юнацької збірної Італії (U-16), після чого грав за інші юнацькі команди, і зі збірною до 19 років зіграв на юнацькому чемпіонаті Європи у Франції, де зіграв у всіх трьох іграх, але італійці не вийшли з групи. Загалом на юнацькому рівні взяв участь у 31 іграх, пропустивши 5 голів.
Протягом 2011—2013 років залучався до складу молодіжної збірної Італії, з якою став фіналістом молодіжного чемпіонату Європи 2013 року, але був запасним воротарем і на поле не виходив. Всього на молодіжному рівні зіграв у 2 офіційних матчах, пропустив 1 гол.

## Статистика виступів

### Статистика клубних виступів
| Сезон                  | Команда                | Чемпіонат              | Чемпіонат | Чемпіонат | Національний кубок | Національний кубок | Національний кубок | Континентальні кубки | Континентальні кубки | Континентальні кубки | Інші змагання | Інші змагання | Інші змагання | Усього | Усього |
| Сезон                  | Команда                | Ліга                   | Ігор      | Голів     | Ліга               | Ігор               | Голів              | Ліга                 | Ігор                 | Голів                | Ліга          | Ігор          | Голів         | Ігор   | Голів  |
| ---------------------- | ---------------------- | ---------------------- | --------- | --------- | ------------------ | ------------------ | ------------------ | -------------------- | -------------------- | -------------------- | ------------- | ------------- | ------------- | ------ | ------ |
| 2008–09                | «Аталанта»             | A                      | 0         | 0         | КІ                 | 0                  | 0                  | -                    | -                    | -                    | -             | -             | -             | 0      | 0      |
| 2009–10                | «Пергокрема»           | ПД (ІІІ)               | 18+1      | -25 + -1  | КІ+КІ-ЛП           | 1+0                | -1                 | -                    | -                    | -                    | -             | -             | -             | 20     | -27    |
| 2010-січ. 2011         | «Алессандрія»          | ПД (ІІІ)               | 2         | -4        | КІ+КІ-ЛП           | -                  | -                  | -                    | -                    | -                    | -             | -             | -             | 2      | -4     |
| січ.-черв. 2011        | «Юве Стабія»           | ПД (ІІІ)               | 15+4      | -15 + -1  | КІ+КІ-ЛП           | 0                  | 0                  | -                    | -                    | -                    | -             | -             | -             | 19     | -16    |
| 2011–12                | «Юве Стабія»           | B (ІІ)                 | 24        | -30       | КІ                 | -                  | -                  | -                    | -                    | -                    | -             | -             | -             | 24     | -30    |
| Усього за «Юве Стабію» | Усього за «Юве Стабію» | Усього за «Юве Стабію» | 34        | -46       |                    | 0                  | 0                  |                      | -                    | -                    |               | -             | -             | 43     | -46    |
| 2012–13                | «Модена»               | B (ІІ)                 | 36        | -44       | КІ                 | 1                  | -5                 | -                    | -                    | -                    | -             | -             | -             | 37     | -49    |
| 2013-січ. 2014         | «Падова»               | B (ІІ)                 | 12        | -18       | КІ                 | 2                  | -2                 | -                    | -                    | -                    | -             | -             | -             | 14     | –      |
| січ.-черв. 2014        | «Карпі»                | B (ІІ)                 | 20        | -22       | КІ                 | -                  | -                  | -                    | -                    | -                    | -             | -             | -             | 20     | -22    |
| 2014–15                | «Кальярі»              | A                      | 3         | -8        | КІ                 | 1                  | -2                 | -                    | -                    | -                    | -             | -             | -             | 4      | -10    |
| 2015-січ. 2016         | «Палермо»              | A                      | 1         | -1        | КІ                 | 1                  | -3                 | -                    | -                    | -                    | -             | -             | -             | 2      | -4     |
| січ.-черв. 2016        | «Карпі»                | A                      | 1         | -1        | КІ                 | -                  | -                  | -                    | -                    | -                    | -             | -             | -             | 1      | -1     |
| 2016–17                | «Карпі»                | B (ІІ)                 | 16        | -12       | КІ                 | 2                  | -4                 | -                    | -                    | -                    | -             | -             | -             | 18     | -16    |
| 2017–18                | «Карпі»                | B (ІІ)                 | 40        | -43       | КІ                 | 2                  | -3                 | -                    | -                    | -                    | -             | -             | -             | 42     | -46    |
| 2018–19                | «Карпі»                | B (ІІ)                 | 19        | -33       | КІ                 | 1                  | -2                 | -                    | -                    | -                    | -             | -             | -             | 20     | -35    |
| Усього за «Карпі»      | Усього за «Карпі»      | Усього за «Карпі»      | 96        | -111      |                    | 5                  | -9                 |                      | -                    | -                    |               | -             | -             | 101    | -120   |
| 2019–20                | «Парма»                | A                      | 4         | -4        | КІ                 | 2                  | -3                 | -                    | -                    | -                    | -             | -             | -             | 6      | -7     |
| 2020–21                | «Парма»                | A                      | 2         | -7        | КІ                 | 2                  | -3                 | -                    | -                    | -                    | -             | -             | -             | 4      | -10    |
| 2021–22                | «Парма»                | B (ІІ)                 | 3         | -7        | КІ                 | 1                  | -3                 | -                    | -                    | -                    | -             | -             | -             | 4      | -10    |
| Усього за «Парму»      | Усього за «Парму»      | Усього за «Парму»      | 9         | -18       |                    | 5                  | -9                 |                      | -                    | -                    |               | -             | -             | 14     | -27    |
| 2022–23                | «Реджина»              | B (ІІ)                 | 15        | -11       | КІ                 | 0                  | 0                  | -                    | -                    | -                    | -             | -             | -             | 15     | -11    |
| Усього за кар'єру      | Усього за кар'єру      | Усього за кар'єру      | 231+5     | -284 + -2 |                    | 16                 | -31                |                      | -                    | -                    |               | -             | -             | 252    | -317   |